# Dirck Govertsz
Dirck Govertsz, né en 1575 à Gorinchem où il est mort en 1647, est un peintre du siècle d'or néerlandais.

## Biographie
Govertsz est surtout connu pour avoir été le professeur de Dirk Rafaelszoon Camphuysen, Rafaël Govertsz Camphuysen (en) ou encore Hendrik Verschuring,. 
Peu de ses œuvres nous sont parvenues et certaines, qui lui ont été attribuées à tort en raison d'une mauvaise lecture de son monogramme, sont de Jacob de Gheyn II ou III. 